# Ebaeides dohertyi
Ebaeides dohertyi là một loài bọ cánh cứng trong họ Cerambycidae.